# یواس‌اس بروکلین (سی‌ای-۳)
یواس‌اس بروکلین (سی‌ای-۳) (به انگلیسی: USS Brooklyn (CA-3)) یک کشتی است که طول آن ۴۰۲٫۶ فوت (۱۲۲٫۷ متر) می‌باشد. این کشتی در سال ۱۸۹۵ ساخته شد.